# Model Jiles-Atherton

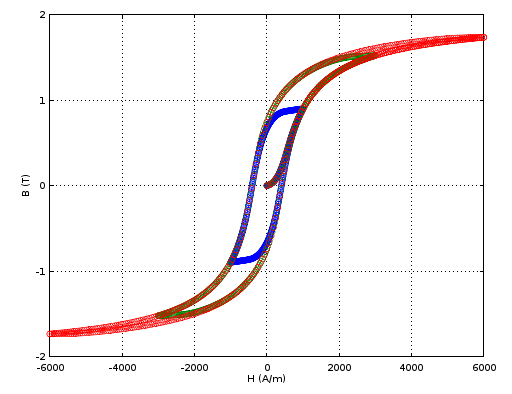
Resultats del modelat de bucles d'histèresi magnètica de material magnètic isotrópic, ferrita Mn-Zn. Càlcul realitzat amb OCTAVE utilitzant la biblioteca Jmodel.

En electromagnetisme i ciència dels materials, el model Jiles-Atherton d'histèresi magnètica va ser introduït el 1984 per David Jiles i DL Atherton. Aquest és un dels models més populars d'histèresi magnètica. El seu principal avantatge és el fet que aquest model permet la connexió amb paràmetres físics del material magnètic. El model Jiles-Atherton permet el càlcul de bucles d'histèresi menor i major. El model Jiles-Atherton original només és adequat per a materials isòtrops. Tanmateix, una extensió d'aquest model presentada per Ramesh et al. i corregit per Szewczyk permet el modelatge de materials magnètics anisotròpics.

## Principis
Magnetització {\displaystyle M} de la mostra de material magnètic en el model Jiles-Atherton es calcula en els passos següents per a cada valor del camp magnetitzant {\displaystyle H}:
- camp magnètic efectiu es calcula tenint en compte l'acoblament entre dominis i magnetització,
- magnetització anhisterètica es calcula per al camp magnètic efectiu,
- magnetització de la mostra es calcula resolent l'equació diferencial ordinària tenint en compte el signe de la derivada del camp magnetitzant (que és la font de la histèresi).

## Paràmetres
El model original de Jiles-Atherton considera els paràmetres següents:
| Paràmetre                    | Unitats | Descripció                                                                                   |
| ---------------------------- | ------- | -------------------------------------------------------------------------------------------- |
| {\displaystyle \alpha }      |         | Quantifica l'acoblament entre dominis en el material magnètic                                |
| {\displaystyle a}            | A/m     | Quantifica la densitat de les parets del domini en el material magnètic                      |
| {\displaystyle M_{\text{s}}} | A/m     | Magnetització de saturació del material                                                      |
| {\displaystyle k}            | A/m     | Quantifica l'energia mitjana necessària per trencar el lloc de fixació del material magnètic |
| {\displaystyle c}            |         | Reversibilitat de la magnetització                                                           |

Extensió considerant l'anisotropia uniaxial introduïda per Ramesh et al. i corregit per Szewczyk requereix paràmetres addicionals:
| Paràmetre                     | Unitats | Descripció                                                                                              |
| ----------------------------- | ------- | --- |
| {\displaystyle K_{\text{an}}} | J/m 3   | Densitat d'energia d'anisotropia mitjana                                                                |
| {\displaystyle \psi }         | rad     | Angle entre la direcció del camp magnetitzant {\displaystyle H} i direcció de l'eix fàcil d'anisotropia |
| {\displaystyle t}             |         | Participació de la fase anisòtropa en el material magnètic                                              |

## Modelització dels bucles d'histèresi magnètica

### Camp magnètic efectiu
Camp magnètic efectiu {\displaystyle H_{\text{e}}} La influència dels moments magnètics dins del material es pot calcular a partir de l'equació següent:
{\displaystyle H_{\text{e}}=H+\alpha M}
Aquest camp magnètic efectiu és anàleg al camp mitjà de Weiss que actua sobre moments magnètics dins d'un domini magnètic.

## Model Jiles–Atherton vectoritzat
El model Jiles–Atherton vectoritzat es construeix com la superposició de tres models escalars un per a cada eix principal. Aquest model és especialment adequat per a càlculs amb mètodes d'elements finits.

## Implementació numèrica
El model Jiles-Atherton s'implementa a Jmodel, una caixa d'eines MATLAB/OCTAVE. Utilitza l'algorisme de Runge-Kutta per resoldre equacions diferencials ordinàries. Jmodel és de codi obert i està sota llicència MIT.
Es van identificar els dos problemes computacionals més importants relacionats amb el model Jiles-Atherton:
- integració numèrica de la magnetització anhisterètica anisòtropa
- resoldre l'equació diferencial ordinària per dependència.

Per a la integració numèrica de la magnetització anhisterètica anisòtropa {\displaystyle M_{\text{an}}^{\text{aniso}}} s'ha d'utilitzar la fórmula de quadratura de Gauss-Kronrod. A GNU Octave aquesta quadratura s'implementa com a funció quadgk().

## Aplicacions
El model Jiles-Atherton es pot aplicar per al modelatge:
- màquines elèctriques giratòries
- transformadors de potència
- actuadors magnetoestrictius
- sensors magnetoelàstics
- sensors de camp magnètic (per exemple, fluxgates)

També s'utilitza àmpliament per a la simulació de circuits electrònics, especialment per a models de components inductius, com ara transformadors o bobines.